# Vittoria Farnese
Vittoria Farnese (Valentano, 10 agosto 1521 – Pesaro, 13 dicembre 1602) era figlia di Pier Luigi Farnese, figlio di papa Paolo III, e di Gerolama Orsini. Fu per matrimonio duchessa di Urbino.

## Biografia
Nata nel castello di famiglia a Valentano, secondo alcuni nel 1519, ma più probabilmente nel 1521 (i genitori si sposarono nel gennaio 1519, dato difficilmente conciliabile con una nascita già nell'agosto del medesimo anno), Vittoria era l'unica figlia femmina di Pier Luigi Farnese, duca di Castro, Parma e Piacenza, e di sua moglie, Gerolama Orsini. I suoi nonni paterni furono il cardinale Alessandro Farnese (che nel 1534 divenne papa Paolo III) e la sua amante Silvia Ruffini mentre i suoi nonni materni furono il condottiero Ludovico Orsini, conte di Pitigliano e Giulia Conti. Vittoria è cresciuta nel castello di Gradoli dalla madre, quasi non vedendo il padre, impegnato in campagne militari. Ha ricevuto una buona educazione a casa.

### Matrimonio
I numerosi progetti matrimoniali in cui è stata considerata Vittoria sono stati gestiti dal nonno paterno, papa Paolo III e da suo fratello, il cardinale Alessandro Farnese. Un tentativo di darla in sposa a un membro della casa reale francese dei Valois non ebbe successo; inoltre, le trattative per un matrimonio con Cosimo I de' Medici, Fabrizio Colonna di Paliano ed Emanuele Filiberto di Savoia, principe di Piemonte, non andarono a buon fine. Nel 1539, dopo la morte dell'imperatrice Isabella del Portogallo, Vittoria fu proposta dalla sua famiglia in moglie all'imperatore Carlo V, che rifiutò l'offerta.
Vittoria aveva circa 30 anni (un'età piuttosto avanzata per una nobildonna a quel tempo nubile) quando il successivo progetto matrimoniale della sua famiglia si rivelò finalmente vincente. Nel febbraio 1547, Guidobaldo II della Rovere, duca di Urbino, rimase vedovo. La sua defunta moglie Giulia da Varano portò in dote il Ducato di Camerino, ma non riuscì a fornire un erede maschio superstite per il marito, così il duca iniziò i preparativi per un nuovo matrimonio. Le trattative per il matrimonio di Vittoria e Guidobaldo II furono guidate dai cardinali Alessandro Farnese ed Ercole Gonzaga. Il rappresentante di Guidobaldo II a Roma descrisse Vittoria come una ragazza modesta, pia e graziosa. La famiglia della sposa le diede in dote 60.000 ducati oltre a gioielli, oggetti d'oro e d'argento del valore di 20.000 ducati. Il matrimonio per procura fu celebrato a Roma il 29 giugno 1547; in quel momento lo sposo era al servizio della Repubblica di Venezia. Ad Urbino il 30 gennaio 1548 ebbe luogo il matrimonio ufficiale.

### Duchessa di Urbino

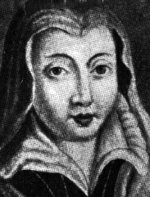
La duchessa Vittoria Farnese.

Subito dopo le nozze, Vittoria ricevette dal marito la rocca di Gradara, che tenne come sua proprietà personale fino alla morte del marito nel 1574. Nel 1552 Vittoria volle riformare gli Statuti comunali che i Malatesta, precedenti signori di Gradara, avevano concesso alla cittadina dal 1363. Secondo fonti contemporanee, la duchessa era ben a conoscenza di tutte le faccende dei possedimenti del marito e se ne serviva a favore del nonno-pontefice per rafforzare la posizione del Ducato di Urbino. Ha agito come mediatore nella risoluzione delle controversie tra i membri della famiglia. Nel 1569 riuscì a convincere il cognato, il cardinale Giulio della Rovere, a cedere il Ducato di Sora al nipote Francesco Maria, figlio di Vittoria. Nel 1579 Francesco Maria vendette questo feudo alla famiglia Boncompagni per saldare parte dei debiti ereditati dal padre.
Le opinioni religiose della duchessa differivano in qualche modo da quelle delle attuali vedute della chiesa; quindi, dava grande importanza alle Sacre Scritture ed era dell'opinione che il matrimonio fosse superiore al celibato. In politica estera Vittoria mantenne un orientamento filo-imperiale e fu una forte sostenitrice della Casa d'Asburgo. Riuscì ad assicurare a Gradara una parziale autogoverno e ricevette una serie di privilegi fiscali. Sotto di lei, nel ducato iniziò a essere prodotta la seta. Nel 1562 riuscì a negoziare con i ribelli a Gubbio, ma non con i ribelli a Urbino nel 1572-1573. Alla fine, la rivolta fu brutalmente repressa dal marito.

### Morte
Rimasta vedova, Vittoria visse per qualche tempo alla corte del figlio. Ma a causa di divergenze sorte tra di loro, nel luglio 1582 partì per Parma, dove mantenne la nipote Margherita Farnese dopo il suo matrimonio infruttuoso con Vincenzo Gonzaga, principe ereditario di Mantova. L'anno successivo Vittoria tornò ad Urbino per organizzare il matrimonio della figlia minore Lavinia Feltria, dandole una dote di 80.000 scudi. I dissidi tra lei e il figlio si intensificarono e la duchessa vedova lasciò nuovamente Urbino nel giugno 1584, tornando solo nel marzo 1588. Soffriva del matrimonio fallito del figlio: la nuora di Vittoria, Lucrezia d'Este aveva quindici anni più di Francesco Maria II ed era sterile; solo nell'agosto del 1578 la Santa Sede permise ai coniugi di vivere separatamente, ma il loro matrimonio non fu annullato. Lucrezia tornò a Ferrara ma continuò ad essere la duchessa consorte di Urbino fino alla sua morte nel 1598, quando Francesco Maria II fu finalmente libero di risposarsi: la sposa era la cugina di secondo grado del duca, la quattordicenne Livia della Rovere, che fu scelta da Vittoria stessa. Anche il Duca di Urbino non fu contento di questa seconda unione, ma riuscì a produrre l'erede tanto sperato, Federico Ubaldo della Rovere, nato tre anni dopo la morte di Vittoria.
Anche Isabella, la figlia maggiore e prediletta della duchessa vedova, aveva problemi coniugali. Riferita brutta e deforme, subì i maltrattamenti del marito, il principe di Bisgnano, e spesso cercò rifugio presso la madre. Anche il rapporto di Victoria con l'altra figlia più giovane, Lavinia Feltria, rimase teso. La duchessa vedova era sostenuta da suo fratello, il cardinale Alessandro Farnese e dalle sue nipoti Clelia e Lavinia, da lei allevate.
Gli ultimi anni li trascorse a Pesaro. Poco prima della sua morte, la sua salute peggiorò e smise di interferire nel regno di suo figlio, e il rapporto tra loro divenne calmo. Vittoria Farnese morì a Pesaro il 13 dicembre 1602 all'età di 83 anni e le spoglie furono sepolte nella locale Chiesa del Convento delle Suore del Corpus Domini a Pesaro.
Le sue spoglie riposano ancora oggi presso la chiesa di Sant'Ubaldo.

## Cultura
A Vittoria Farnese sono state dedicate numerose opere poetiche e in prosa. Laura Battiferri le ha dedicato i Sette Salmi Penitenziali. L'umanista Antonio Brucioli, perseguitato dall'Inquisizione, le dedicò diversi poemi spirituali. Di Vittoria Farnese sono noti tre ritratti: uno di autore ignoto della cerchia di Tiziano e attualmente al Museo di Belle Arti di Budapest, un altro di Giacomo Vighi (attualmente in una collezione privata europea) e l'altro una copia di questa realizzata da Camilla Guerierri che attualmente è al Museo Civico di Palazzo Mosca a Pesaro.

## Discendenza
Vittoria e Guidobaldo ebbero cinque figli:
- Francesco Maria (20 febbraio 1549–23 aprile 1631), sposò Lucrezia d'Este e successivamente Livia della Rovere;
- Isabella (1º agosto 1552[9]-6 luglio 1619), sposò Niccolò Berardino Sanseverino, principe di Bisignano;
- Lavinia Feltria (16 gennaio 1558–7 giugno 1632), sposò Alfonso Felice d'Avalos, marchese del Vasto;
- Leonora (agosto 1554–agosto 1558)[10]
- Beatrice (6 marzo 1556-agosto 1558)[10]

Oltre ai figli, Vittoria allevò le nipoti Clelia (figlia illegittima del fratello Alessandro) e Lavinia (figlia illegittima dell'altro suo fratello, Ottavio Farnese  duca di Parma). Si occupò anche dell'istruzione e dell'educazione di Ippolito e Giuliano, figli illegittimi del cognato, il cardinale Giulio della Rovere.

## Note

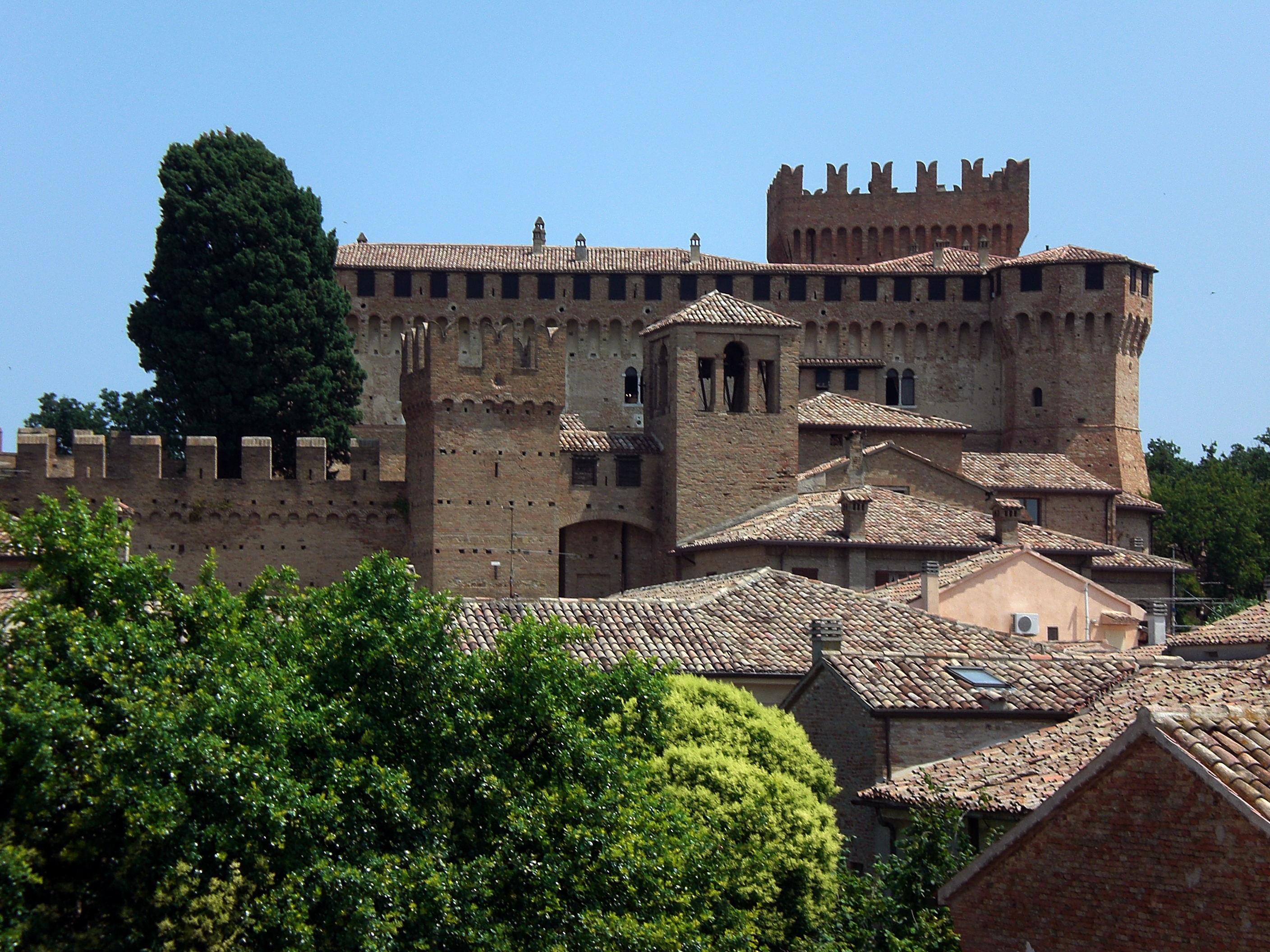
La Rocca di Gradara.

## Ascendenza
|                    |                |                               | Genitori         |  |  | Nonni |  |  | Bisnonni                   |  |  | Trisnonni                   |  |
|                    |                |                               |                  |  |  |       |  |  | Pier Luigi Farnese Seniore |  |  | Ranuccio Farnese il Vecchio |  |
|                    |                |                               |                  |  |  |       |  |  | Pier Luigi Farnese Seniore |  |  | Ranuccio Farnese il Vecchio |  |
|                    |                | Agnese Monaldeschi            |                  |  |  |       |  |  | Pier Luigi Farnese Seniore |  |  |                             |  |
| Papa Paolo III     |                |                               |                  |  |  |       |  |  | Pier Luigi Farnese Seniore |  |  |                             |  |
|                    |                | Giovanna Caetani di Sermoneta | Onorato Caetani  |  |  |       |  |  |                            |  |  |                             |  |
|                    |                | Giovanna Caetani di Sermoneta | Onorato Caetani  |  |  |       |  |  |                            |  |  |                             |  |
|                    |                | Giovanna Caetani di Sermoneta | Caterina Orsini  |  |  |       |  |  |                            |  |  |                             |  |
| Pier Luigi Farnese |                | Giovanna Caetani di Sermoneta |                  |  |  |       |  |  |                            |  |  |                             |  |
|                    |                | Rufino Ruffini                | …                |  |  |       |  |  |                            |  |  |                             |  |
|                    |                | Rufino Ruffini                | …                |  |  |       |  |  |                            |  |  |                             |  |
|                    |                | Rufino Ruffini                | …                |  |  |       |  |  |                            |  |  |                             |  |
| Silvia Ruffini     |                | Rufino Ruffini                |                  |  |  |       |  |  |                            |  |  |                             |  |
|                    |                | Giovannella Caetani           | …                |  |  |       |  |  |                            |  |  |                             |  |
|                    |                | Giovannella Caetani           | …                |  |  |       |  |  |                            |  |  |                             |  |
|                    |                | Giovannella Caetani           | …                |  |  |       |  |  |                            |  |  |                             |  |
| Vittoria Farnese   |                | Giovannella Caetani           |                  |  |  |       |  |  |                            |  |  |                             |  |
|                    | Niccolò Orsini | Aldobrandino II Orsini        |                  |  |  |       |  |  |                            |  |  |                             |  |
|                    | Niccolò Orsini | Aldobrandino II Orsini        |                  |  |  |       |  |  |                            |  |  |                             |  |
|                    | Niccolò Orsini | Bartolomea Orsini             |                  |  |  |       |  |  |                            |  |  |                             |  |
| Ludovico Orsini    | Niccolò Orsini |                               |                  |  |  |       |  |  |                            |  |  |                             |  |
|                    |                | Elena Conti                   | Giovanni Conti   |  |  |       |  |  |                            |  |  |                             |  |
|                    |                | Elena Conti                   | Giovanni Conti   |  |  |       |  |  |                            |  |  |                             |  |
|                    |                | Elena Conti                   | …                |  |  |       |  |  |                            |  |  |                             |  |
| Gerolama Orsini    |                | Elena Conti                   |                  |  |  |       |  |  |                            |  |  |                             |  |
|                    |                | Giacomo Conti                 | Grato Conti      |  |  |       |  |  |                            |  |  |                             |  |
|                    |                | Giacomo Conti                 | Grato Conti      |  |  |       |  |  |                            |  |  |                             |  |
|                    |                | Giacomo Conti                 | …                |  |  |       |  |  |                            |  |  |                             |  |
| Giulia Conti       |                | Giacomo Conti                 |                  |  |  |       |  |  |                            |  |  |                             |  |
|                    |                | Elisabetta Carafa             | Francesco Carafa |  |  |       |  |  |                            |  |  |                             |  |
|                    |                | Elisabetta Carafa             | Francesco Carafa |  |  |       |  |  |                            |  |  |                             |  |
|                    |                | Elisabetta Carafa             | Maria Origlia    |  |  |       |  |  |                            |  |  |                             |  |
|                    |                | Elisabetta Carafa             |                  |  |  |       |  |  |                            |  |  |                             |  |